# Julian Łętowski
Julian Łętowski (właśc. Władysław Książek; ur. 2 lutego 1857 w Krakowie, zm. 12 maja 1897 w Warszawie) – polski literat, dziennikarz, poeta.

## Życiorys
Urodził się w Krakowie 2 lutego 1857 w rodzinie Michała Książka i Antoniny z Łętowskich herbu Rawicz (używał nazwiska matki jako swojego pseudonimu). Miał trzech młodszych braci - Karola, Stanisława Maksymiliana, Antoniego oraz trzy młodsze siostry: Marię, Helenę i Józefę.
Uczęszczał do Gimnazjum św. Anny w Krakowie, ale naukę przerwał po ukończeniu trzeciej klasy z powodu braku funduszy. Podjął pracę jako drukarz, jako zecer pracował w drukarni krakowskiego "Czasu". Z powodu złamania nogi sytuacja zmusiła go do przerwania tej pracy. W czasie rekonwalescencji dokształcał się. W 1878 w krakowskim konkursie sztuki ludowej uzyskał wyróżnienie za utwór "Urok", który po drobnych poprawkach wystawiony został na scenie pt "Uroki.Obraz w czterech aktach ze śpiewami". W roku następnym wyjechał do Warszawy z komedią "Droga do piekła" i zamieszkał na stałe w tym mieście.  Sukces dramatu "Izrael na puszczy" wystawianego w Krakowie, Lwowie i Warszawie zdecydował o pojęciu działalności literackiej zawodowo. Pisał niemal wyłącznie pod pseudonimem Julian Łętowski. Był protegowanym dyrektora teatrów ogródkowych Józefa Tesla, a później Zygmunta Sarneckiego w warszawskim dzienniku "Echo". Od 1882 pracował jako korektor w "Słowie".

## Twórczość
- obraz dramatyczny "Izrael na puszczy" (1880),
- dramat "Firduzi",

Nowele, opowiadania i powieści wydane w tomach:
- "Nowocześni bohaterowie" (1888),
- "Rywale" (1890),
- "Na Bożym świecie" (1890),
- "Robakiewicz" (1892),
- "Stary mąż (1893)",
- "Rogata dusza" (1893).

Po śmierci pisarza ukazały się "Nowele" (1898) i "Dobrana para" (1899). Nowela "Wawrzyńcowie" została nagrodzona na konkursie "Kuriera Warszawskiego" w 1886 a następnie przetłumaczona na język francuski i niemiecki. Po śmierci w 1899 ukazał tom jego liryków pt "Sonety i gazele". Bohaterowie jego utworów pochodzili spośród biedoty miejskiej, środowisk robotniczych i rzemieślniczych. W późniejszym okresie pojawiali się przedstawiciele salonów artystycznych i bywalcy salonów. Przywiązywał dużą wagę do szczegółów topograficznych jak i słownictwa środowiskowego.

## Rodzina
Z żoną Katarzyną miał córkę Karolina i syna Erwina Stanisława. Zmarł na raka twarzy 12 maja 1897 w Warszawie i pochowany został na cmentarzu powązkowskim.